# أمالاند
أمالاند Ameland  بلدية تقع في مقاطعة فرايزلاند شمال هولندا،

## طوبوغرافيا
خريطة طوبوغرافية هولندية لبلدية أمالاند، ديسمبر 2014، (تقرأ بعد ثلاث نقرات على الخريطة)

## توأمة
لأمالاند اتفاقيات توأمة مع:
- كليفه (2014 - )